# Doris pseudoargus
Espèce
Synonymes
- Archidoris pseudoargus Rapp, 1827[2]
- Archidoris tuberculata (Müller, 1778) sensu Cuvier, 1804[2]
- Doris areolata Stuwitz, 1836[2]
- Doris brittanica Johnston, 1838[2]
- Doris flavipes Leuckart, 1828[2]
- Doris leuckarti Delle Chiaje, 1841[2]
- Doris leuckartii Delle Chiaje, 1841[2]
- Doris mera Alder & Hancock, 1844[2]
- Doris schembrii Vérany, 1846[2]
- Doris tuberculata Cuvier, 1804[2]

Doris pseudoargus, communément appelé Citron de mer ou Doris citron, est une espèce de mollusques de l'ordre des nudibranches et de la famille des Dorididae.

## Description
Doris pseudoargus est un mollusque gastéropode marin sans coquille. D'une longueur pouvant atteindre 120 mm, ce nudibranche doridien possède un manteau généralement jaune, parfois rose brun ou vert, ponctué de taches et de tubercules plus foncés. Sa tête est dotée de deux rhinophores lamellés et rétractiles, et, près de sa queue, ses branchies rétractiles, au nombre de huit à dix, composent une sorte de buisson de couleur blanche ou jaune pâle,.

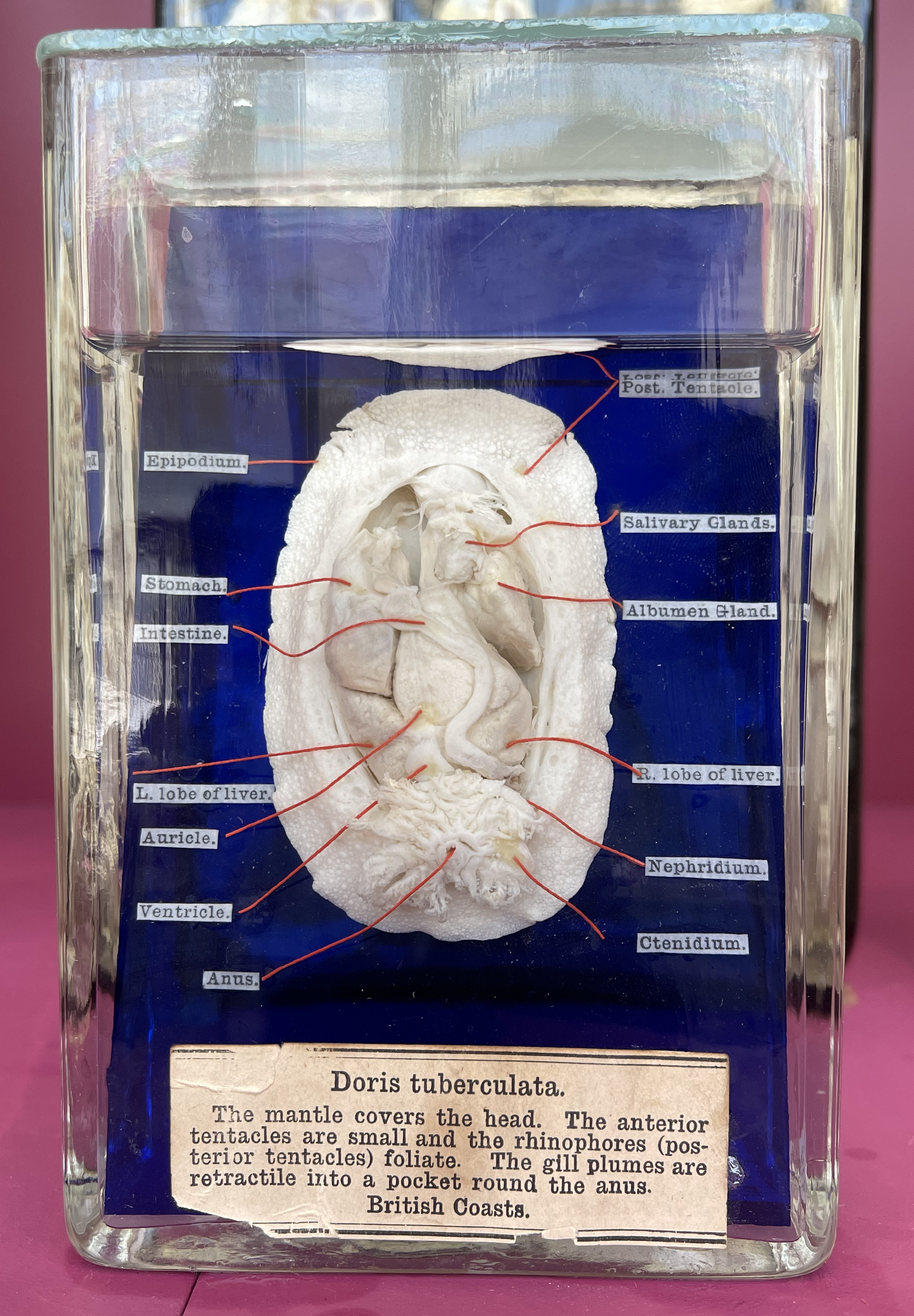
Spécimen disséqué et conservé dans le formol, Musée national d’Écosse, Édimbourg, Royaume-Uni.

## Noms vernaculaires
Dans de nombreuses langues, le nom vernaculaire de Doris pseudoargus correspond à la traduction du français « Citron de mer ».
- Citron de mer ou Doris citron, dans le monde francophone[3].
- Sea lemon, dans le monde anglophone[3].
- Limón de mar, dans le monde hispanophone[3].
- Meerzitrone, dans le monde germanophone[3].
- Citroenslak, dans le monde néerlandophone[3].

## Habitat
Doris pseudoargus prospère sur les fonds marins, en zone intertidale, jusqu'à 300 m de profondeur,.

## Distribution
La limace de mer Doris pseudoargus se rencontre dans l'Atlantique Nord-Est (mer de Norvège, mer du Nord, mer d'Irlande et Manche, notamment) et en mer Méditerranée,.